# Parafia św. Mikołaja w Skwierzynie
Parafia św. Mikołaja w Skwierzynie – parafia rzymskokatolicka w mieście Skwierzyna, należąca do dekanatu Rokitno diecezji zielonogórsko-gorzowskiej, metropolii szczecińsko-kamieńskiej w Polsce, erygowana w XIII wieku, prowadzona przez Zgromadzenie Księży Misjonarzy św. Wincentego a Paulo. Kościół parafialny jest sanktuarium Matki Bożej Klewańskiej z cudownym obrazem Matki Bożej

## Proboszczowie
- ks. Kazimierz Małżeński CM – od 21 lipca 2016 – nadal
- ks. Cezary Kokociński CM – od 24 czerwca 2013 – 21 lipca 2016
- ks. Grzegorz Markulak CM – 25 czerwca 2010 – 24 czerwca 2013
- ks. Dariusz Kurek CM – do 25 czerwca 2010
- ks. Kazimierz Małżeński (2010–2025)[2]
- ks. Janusz Oćwieja (2025– )[2]